# Mostafa Asal

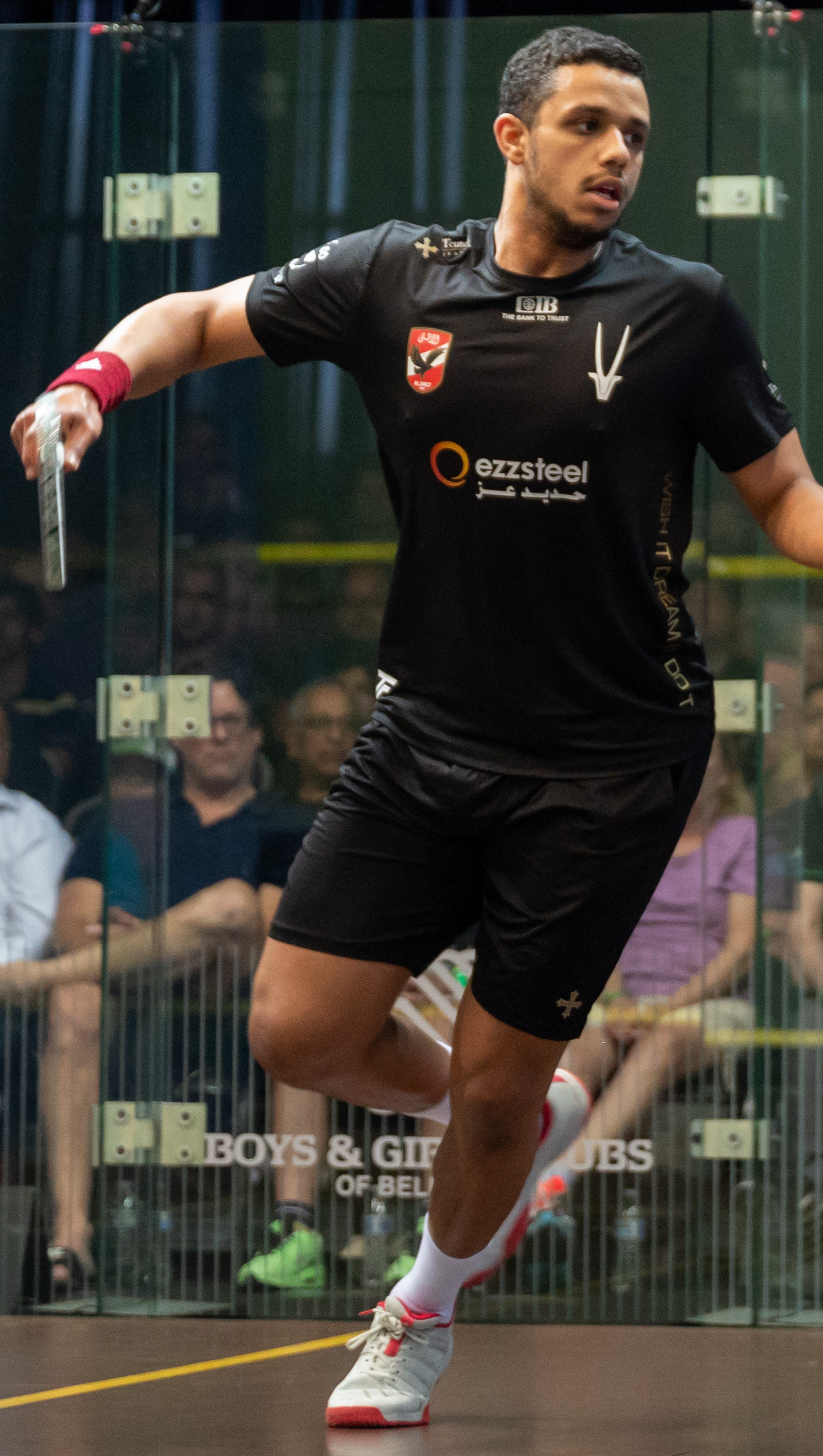
Mostafa Asal en 2024.

Mostafa Asal, né le 9 mai 2001 au Caire, est un joueur de squash représentant l'Égypte. Il est champion du monde junior en 2018 et en 2019 et devient no 1 mondial en janvier 2023. En octobre 2021, il devient le plus jeune vainqueur de l'US Open. En mai 2025, il est champion du monde.

## Biographie
En 2018, après avoir remporté le prestigieux British Junior Open en moins de 17 ans, il est champion du monde junior en s'imposant nettement face au tenant du titre Marwan Tarek. Il se met rapidement en évidence chez les seniors lors du tournoi platinum Black Ball Squash Open en remportant deux matchs marathons de 90 min face à Youssef Soliman et surtout le 19e mondial Declan James avant de s'incliner face à Ali Farag 2e mondial. En janvier 2019 il remporte le British Junior Open en moins de 19 ans. En août 2019, il conserve son titre de champion du monde junior. En octobre 2019, il élimine le no 7 mondial Diego Elías lors de l'Open d'Égypte. L'année suivante, lors du même Open d'Égypte, il élimine Paul Coll, 5e joueur mondial, pour atteindre sa première demi-finale de tournoi platinum,.
Il remporte les World Series Finals 2021 et à la suite de ce résultat, il intègre pour la première fois le top 10 en juillet 2021.
En octobre 2021 lors de l'US Open, il sauve deux balles de match en demi-finale face au Péruvien Diego Elías et s'impose en finale face à l'ancien champion du monde Tarek Momen pour devenir le plus jeune vainqueur de l'US Open.
En janvier 2023, il remporte l'Open de Houston 2023 et devient le troisième plus jeune no 1 mondial de l'histoire, sur fond de polémiques quant à son comportement sur le court.
Le 18 juillet 2023, il est suspendu 12 semaines pour avoir enfreint 3 articles du code de conduite PSA. En septembre 2023, toujours suspendu, il part s’entraîner 3 semaines en Angleterre (au Pontefract Squash & Leisure Club) avec James Willstrop. Le 18 octobre 2023, il participe à la Grasshopper Cup 2023 de Zurich. Il bat le Français Auguste Dussourd pour son retour à la compétition.
En mai 2025, il remporte le championnat du monde face au quadruple vainqueur Ali Farag.

## Palmarès

### Titres
- Championnats du monde : 2024-2025
- El Gouna International : 2 titres (2022, 2025)
- Open d'Égypte : 2024
- Paris Squash 2024
- British Open : 2024
- Hong Kong Open : 2 titres (2022, 2024)
- US Open : 2021
- World Series Finals : 3 titres (2021, 2022, 2023)
- Palm Hills Squash Open 2025
- Optasia Championships : 2025
- Black Ball Squash Open : 2024
- SmartCentres Kinetic Florida Open 2024
- Houston Open : 2023
- Grasshopper Cup : 2022
- Championnats du monde junior : 2 titres (2018, 2019)
- Championnats du monde par équipes : 2023

### Finales
- British Open : 2025
- Qatar Classic : 2024
- Championnats du monde : 2023-2024
- El Gouna International : 2 finales (2023, 2024)
- Houston Open : 2025
- London Squash Classic : 2024
- Open de Malaisie : 2023